# Équipe d'Australie féminine de water-polo
L'équipe nationale féminine australienne de water-polo est la sélection nationale représentant l'Australie dans les compétitions internationales de water-polo réservées aux femmes. C'est à l'Australian Water Polo que revient la gestion de cette équipe. L'équipe remporte le premier tournoi olympique féminin disputé en 2000.

## Palmarès international
- 1 titre olympique en 2000.
- 1 titre de champion du monde en 1986.

## Performances dans les compétitions internationales

### Jeux olympiques
- 2000 :  Médaille d'or
- 2004 : 4e place
- 2008 :  Médaille de bronze
- 2012 :  Médaille de bronze
- 2016 : 6e place
- 2020 : 5e place
- 2024 :  Médaille d'argent

### Championnats du monde
- 1986 :  Médaille d'or
- 1991 : 5e place
- 1994 : 6e place
- 1998 :  Médaille de bronze
- 2001 : 5e place
- 2003 : 7e place
- 2005 : 6e place
- 2007 :  Médaille d'argent
- 2009 : 6e place
- 2011 : 5e place
- 2013 :  Médaille d'argent

### Ligue mondiale
- 2004 : 7e place
- 2005 :  Médaille de bronze
- 2006 : 4e place
- 2007 :  Médaille d'argent
- 2008 :  Médaille de bronze
- 2009 :  Médaille de bronze
- 2010 :  Médaille d'argent
- 2011 :  Médaille de bronze

### Coupe du monde
- 1979 :  Médaille de bronze
- 1980 : 4e place
- 1981 :  Médaille de bronze
- 1983 :  Médaille de bronze
- 1984 :  Médaille d'or
- 1988 : 5e place
- 1989 : 5e place
- 1991 :  Médaille d'argent
- 1993 : 4e place
- 1995 :  Médaille d'or
- 1997 :  Médaille de bronze
- 1999 :  Médaille d'argent
- 2002 : 6e place
- 2006 :  Médaille d'or
- 2010 :  Médaille d'argent

### Compétitions amicales
- Coupe du Canada 2011 :  médaille d'or[1]
- Water Polo Pan Pacs 2012 :  médaille d'or[2],[3]